# Мигаль Данило Богданович

Протест Данила Мигаля проти радянської окупації України на Олімпійських іграх — 1976

Данило Мигаль (28 грудня 1955, Тандер-Бей, Онтаріо, Канада — 8 березня 2024) — канадський українець, активний учасник української діаспори в Канаді; член Спілки української молоді; відомий протестом проти радянської окупації України, коли 27 липня 1976 року під час півфінального футбольного матчу Олімпійських ігор між збірними СРСР та НДР вибіг на поле з прапором України.

## Життєпис
Народився 28 грудня 1955 року в Тандер-Бей, Онтаріо, Канада в родині українських емігрантів. Батько — Богдан Мигаль, лікар у дивізії «Галичина», родом із села Русів біля Снятина, Івано-Франківщина; вчився у медичному університеті у Львові та через політичні погляди емігрував до Канади, де одружився з українкою. Мати — Вікторія-Анна Балабух, народилася в Канаді у сім'ї українців, працювала медсестрою. Дядько Данила — Роман Мигаль, український військовий та політичний діяч. Родина Мигалів підтримувала дружній зв'язок із Йосипом Сліпим.
Данило працював журналістом на радіо та в газеті у Тандер-Бей, а також на телебаченні Онтаріо. Був членом канадського Пласту, «Просвіти», Спілки української молоді (СУМ). 1985 року — член управи СУМ.
2021 року посол України в Канаді Андрій Шевченко вручив Данилу Мигалю відзнаку за внесок у розвиток української громади в Канаді.

### Протест проти радянської окупації України
1976 року в Монреалі на Літніх Олімпійських іграх проходив футбольний матч між збірними СРСР та НДР. Команду СРСР переважно складали українці, гравці київського «Динамо». Данило Мигаль у вишитій сорочці вибіг на поле з прапором України та словами «Свободу Україні» і станцював гопак. Публіка почала аплодувати, гру зупинили. Поліція затримала хлопця на одну годину. За його словами, один із поліцейських переконував, що цей протест ніяк не допоможе українцям, та загрожував йому вивозом у СРСР. Із поліцейського відділку Мигаля забирав Андрій Бандера — син Степана Бандери, — який тоді працював акредитованим журналістом.
Мигаль пояснив, що своїм вчинком хотів «драматизувати долю українського народу» і підтримати українських футболістів; протест проти радянської окупації України запланував самостійно. В СРСР цей випадок не показали та вирізали з трансляції. Раритетний запис із Мигалем під час цієї гри у 2010-х роках знайшов журналіст Микола Княжицький та надав йому розголосу, продемонструвавши на каналі «ТВі».
23 серпня 2022 року в День Державного прапора України цей самий прапор Мигаля урочисто підняли на відкритті нового сезону Чемпіонату України з футболу. Президент України Володимир Зеленський з нагоди Дня прапора згадав про протест Данила Мигаля у своїй урочистій промові:
|  | Він [прапор] також побував на Олімпіаді-76 у Монреалі, коли під час півфінального матчу між збірними СРСР та НДР з футболу на поле вибіг представник української діаспори в Канаді Данило Мигаль. У вишиванці та із синьо-жовтим прапором він станцював гопак. Він завжди мріяв передати цей прапор в Україну. Сьогодні це нарешті сталося. І цей легендарний прапор буде піднято сьогодні на відкритті чемпіонату України з футболу. |